# Еталон змішаного насадження (Бистрицьке лісництво, кв. 20, вид. 12)
Еталон змішаного насадження — ботанічна пам'ятка природи місцевого значення. Об'єкт розташований на території Надвінянського району Івано-Франківської області, Бистрицьке лісництво, квартал 20, виділ 12.
Площа — 4,4000 га, статус отриманий у 1972 році.